# Osphyoplesius loebli
Osphyoplesius loebli is een keversoort uit de familie blauwe schorskevers (Pythidae). De wetenschappelijke naam van de soort werd in 1975 gepubliceerd door Espanol.